# Haizer
Haizer est une commune algérienne de kabylie dans la wilaya de Bouira en Algérie située au pied du massif du même nom de la chaîne du Djurdjura.